# Hilaire Cuny
Pour les articles homonymes, voir Cuny.
Hilaire Cuny, écrivain et vulgarisateur scientifique français, né à Remoncourt le 15 février 1912 et mort à Orsay le 19 mars 2003.
Auteur d'ouvrages sur Albert Einstein, Louis Pasteur, Werner Heisenberg, Camille Flammarion, lauréat de l'Institut. Son travail de vulgarisation s'étend à l'ensemble du savoir scientifique (de l'astronomie à l'évolution du vivant). Il a notamment collaboré avec les Lettres françaises. Il obtient en 1971 le prix Fabien de l'Académie française pour  Alexis Carrel.

## Publications
- Les Grandes Énigmes de la science, Famot, 1980
- Les animaux sont-ils intelligents ?, Éditions la Farandole, 1975
- Origine et évolution de la vie, les Éditeurs français réunis, 1973
- L'Espèce humaine, A. Michel, 1972
- « Le monde végétal », Diagrammes, no 80,‎ octobre 1963
- « De la bactérie à l'homme », Diagrammes, no 43,‎ septembre 1960